# Уильямс, Билл (актёр)
Билл Уильямс (англ. Bill Williams), имя при рождении Херман Август Вильгельм Катт (англ. Herman August Wilhelm Katt; 15 мая 1915 года — 21 сентября 1992 года) — американский актёр кино и телевидения 1940—1970-х годов.
Свои наиболее известные роли Уильямс сыграл в фильмах «Крайний срок — на рассвете» (1946), «До конца времён» (1946), «История Страттона» (1949), «Женский секрет» (1949), «Лёгкая мишень» (1949), «Опасная профессия» (1949), «Последний пост» (1951), «Сын бледнолицего» (1952), «Сломанная звезда» (1956), «Из ада в вечность» (1960), «Пощекочи меня» (1965), «Рио Лобо» (1970) и «Вторжение гигантских пауков» (1975).
На протяжении пяти лет Уильямс играл заглавную роль в популярном телесериале-вестерне «Приключения Кита Карсона» (1951—1955). Он также играл главные роли в телесериалах «Свидание с ангелами» (1957—1958) и «Задание под водой» (1960—1961).

## Ранние годы жизни
Билл Уильямс родился 21 мая 1915 года в Бруклине, Нью-Йорк, его имя при рождении — Херманн Август Вильгельм Кэтт (англ. Hermann August Wilhelm Katt) или Уильям Х. Кэтт (англ. William H. Katt). Уильямс вырос в Бруклине, спортивный от природы, в подростковом возрасте он профессионально занимался плаванием. Он учился в Институте Пратта в Бруклине и выступал с танцевальной труппой Stuart Morgan Dancers. Благодаря своему мастерству в плавании и танцах Уильямс стал выступать в водных шоу. В дальнейшем он работал как певец и актёр в местных антрепризах и на эстраде. Во время Второй мировой войны Уильямс служил в Военно-воздушных силах.

## Карьера в кинематографе
После службы в армии Уильямс приехал в Голливуд, сразу получив на студии Universal Pictures небольшую роль в музыкальном детективе «Убийство в синей комнате» (1944), после чего сыграл на студии Metro-Goldwyn-Mayer в военной драме «Тридцать секунд над Токио» (1944) со Спенсером Трейси и Робертом Митчемом в главных ролях.
В 1945 году Уильямс подписал долгосрочный контракт со студией RKO Radio Pictures. В первый год работы на студии Уильямс сыграл эпизодические роли в военном фильме «Возвращение на Батаан» (1945) с Джоном Уэйном и Энтони Куинном, в фильме нуар «Джонни Эйнджел» (1945) с Джорджем Рафтом и в фильме ужасов «Похитители тел» (1945). В том же году коллега по RKO актриса Барбара Хейл попросила Эдварда Келли, режиссёра вестерна «К западу от Пекоса» (1945), взять в картину Уильямса, так как у них возникли романтические чувства и они хотели проводить больше времени вместе. Через год они поженились, сохранив брак вплоть до смерти Уильямса в 1992 году.
Год спустя студия дала возможность Уильямсу проявить себя в драме «До конца времён» (1946) с Робертом Митчемом и Дороти Макгуайр. В этой картине Уильямс был одним из трёх вернувшихся с войны морских пехотинцев, который пытается найти своё место в гражданской жизни. Картина имела успех у публики, и в том же году Уильямс сыграл военного моряка в фильме нуар «Крайний срок — на рассвете» (1946). Поставленный по роману Корнелла Вулрича, фильм рассказывал о молодом военном моряке, который после пробуждения от глубокого похмелья, должен за одну ночь найти в Нью-Йорке убийцу женщины, с которой познакомился предыдущим вечером. В ночных поисках по городу ему помогает платная танцовщица из танцевального клуба (Сьюзен Хейворд), с которой у него начинается роман. Кинообозреватель «Нью-Йорк таймс» Босли Краузер дал картине высокую оценку, отметив увлекательный сценарий, а также «хороший настрой и динамику картины, в которой всё разворачивается быстро и правильно». По словам критика, актёрская игра «полностью захватывает», при этом «Билл Уильямс показывает себя с выигрышной стороны в роли моряка, а Сьюзен Хейворд воодушевляет в качестве ночной моли, которая ему помогает».
В 1947 году Уильмс сыграл главную мужскую роль в паре с Барбарой Хейл в лёгкой комедии «Вероятная история» (1947). Затем они вместе сыграли главные роли в фильме нуар «Лёгкая мишень» (1949), который рассказывал о ветеране войны (Уильямс), который после двухлетнего пребывания в коме выясняет, что его обвиняют в предательстве во время пребывания в японском лагере для военнопленных. Пытаясь восстановить своё честное имя, он вместе с вдовой своего убитого товарища (Хейл) разыскивает свидетелей, способных подтвердить его невиновность, одновременно раскрывая крупную контрабандную сеть в Лос-Анджелесе. Картина получила сдержанные отзывы критики. Так, обозреватель журнала TimeOut, высоко оценив «плотную, лаконичную и энергичную постановочную работу», далее отметил в качестве слабостей картины «маловероятный сценарий и невзрачную игру основных актёров». Со своей стороны, кинокритик Гленн Эриксон оценил фильм как «скупой, неприхотливый и увлекательный», то есть «тот тип фильма, который обеспечил карьерные шаги новому поколению послевоенных сценаристов и режиссёров». Что касается актёрской игры, то, по мнению современного киноведа Крейга Батлера, «хотя Уильямсу и не хватает звёздной харизмы», в данном случае это даже хорошо, поскольку помогает увидеть в нём тип хорошо узнаваемого «обычного парня», и, кроме того, «ясно видна химия между ним и Барбарой Хейл». Эриксон полагает, что «Уильямс, которому уже доводилось играть получившего на войне серьёзные проблемы ветерана в умной драме Эдварда Дмитрика „До конца времён“ (1946)», в данном фильме «приятен, но скучен», а «Барбара Хейл хороша в качестве его наперсницы и защитницы».
В том же году Уильямс сыграл заметные роли в биографической спортивной ленте «История Страттона» (1949) с Джеймсом Стюартом в главной роли и фильме нуар «Опасная профессия» (1949) с Джорджем Рафтом. В фильме нуар «Женский секрет» (1949) Уильямс был бывшим солдатом, за которого главная героиня (Глория Грэм) скоропалительно вышла замуж в Новом Орлеане, но вскоре разочаровалась в нём и сбежала в Нью-Йорк. Несмотря на сильный актёрский состав, фильм получил невысокую оценку критики. В частности, журнал Variety отметил, что в нём «слишком много неуместных загадок, из-за которых он превращается в весьма разношёрстное зрелище».
Студия продолжала давать Уильямсу главные и значимые роли, однако преимущественно в приключенческих фильмах и вестернах категории В, среди них "Сражающийся человек равнин» (1949) с Рэндольфом Скоттом, «Операция „Хэйлифт“» (1950), «Начинающий пожарный» (1950) и «Тропа Карибу» (1950). Более заметными картинами были вестерн «Последний пост» (1951) с Рональдом Рейганом, вестерн-комедия в Бобом Хоупом «Сын бледнолицего» (1952), вестерны «Сломанная звезда» (1956) и «Поуни» (1957).
Хотя Уильямс продолжал играть характерные роли в 1970-е и в начале 1980-х годов, он появлялся на большом экране всё реже и реже. Наряду с главными ролями в нескольких второстепенных картинах, Уильямс сыграл роли второго плана в нескольких более заметных фильмах, среди них биографическая военная драма «Из ада в вечность» (1960), музыкальная комедия с Элвисом Пресли «Пощекочи меня» (1965), вестерн с Джоном Уэйном «Рио Лобо» (1970) и фантастический фильм ужасов «Вторжение гигантских пауков» (1975), в котором он в очередной раз сыграл вместе с женой.

## Карьера на телевидении
С 1950 года Уильямс стал много работать на телевидении. Его первой крупной работой стала роль приграничного скаута Кита Карсона в еженедельном телесериале-вестерне «Приключения Кита Карсона» (1951—1955, 105 эпизодов). В этом сериале, ориентированном прежде всего на детскую аудиторию, Кит вместе со своим мексиканским напарником Эль Торо (Дон Даймонд) разъезжал по Юго-западу США, устанавливая повсюду справедливость и порядок.
В 1957 году Уильямс стал исполнителем одной из главных ролей в комедийном телесериале «Свидание с ангелами» (1957—1958, 33 эпизода). Подписав договор на съёмки в этом сериале, он сказал своему агенту: «Я больше никогда не хочу ни видеть, ни слышать ничего о Ките Карсоне». В ситкоме «Свидание с ангелами», который выходил в течение двух сезонов, Уильямс играл страхового агента и молодожёна, который вместе со своей женой (Бетти Уайт) попадает в различные забавные ситуации со своими друзьями и соседями.
В 1959 году Уильямс играл федерального агента Мартина Флаэрти в криминальном триллере «Мафия Лица со шрамом» (1959), который был пилотным фильмом телесериала «Неприкасаемые». Однако когда сериал был принят в производство, роль агента получил Джерри Пэрис. В 1958 году Уильямс отказался от главной роли в приключенческом сериале «Морская охота» (1958—1961), полагая, что подводные съёмки не произведут впечатления на телевидении. В итоге предложенная ему роль досталась Ллойлу Бриджесу, а сериал стал хитом. После успеха этого сериала Уильямс согласился принять участием в аналогичном проекте «Задание: под водой» (1960—1961, 39 эпизодов), в котором сыграл главную роль бывшего водолаза ВМС, однако этот сериал продержался только один сезон.
На протяжении 1950—1970-х годов Уильямс неоднократно играл роли гостевой звезды в таких популярных сериалах, как «Театр научной фантастики» (1955—1957, 5 эпизодов), «Диснейленд» (1959—1976, 7 эпизодов), «Перри Мейсон» (1962—1964, 4 эпизода), в котором его жена Барбара Хейл имела постоянную роль секретаря главного героя, а также «Женщина-полицейский» (1974—1978, 4 эпизода). Вместе с сыном Уильямс появился в одном из эпизодов финального сезона детективного сериала «Айронсайд» (1975). Он также был гостевой звездой в таких популярных сериалах, как «Миллионер» (1956—1959, 2 эпизода), «Команда М» (1958), «Представитель закона» (1962), «Сансет-Стрип, 77» (1962—1963, 2 эпизода), «Гавайский детектив» (1962—1963, 2 эпизода), «Сыромятная плеть» (1964), «Лесси» (1964—1969, 4 эпизода), «Дикий дикий запад» (1965), «Бэтмен» (1966), «ФБР» (1968—1974, 2 эпизода), «Доктор Маркус Уэлби» (1970), «Адам-12» (1971—1974, 2 эпизода), «Улицы Сан-Франциско» (1973) и «Дымок из ствола» (1973).

## Акёрское амплуа и оценка творчества
Как пишет Гэри Брамбург, Билл Уильямс был «физически крепким, по-мальчишески красивым актёром с невинными глазами», который на протяжении большей части своей карьеры играл «сильных, честных людей в фильмах категории В». В биографии актёра на сайте Turner Classic Movies отмечено, что он был «белокурым, крепким актёром», которого благодаря «красивой общеамериканской внешности часто брали на роли хороших парней или на вторые главные роли». Хотя он так и не достиг звёздного статуса, к чему его готовили на студии RKO в 1940-е годы, тем не менее у него слоилась успешная карьера, включавшая более 50 киноролей. Часто играя в вестернах, Уильямс сам много скакал на лошади и выполнял различные трюки.

## Личная жизнь
В 1946 году Уильямс женился на актрисе Барбаре Хейл, вместе с которой прожил до своей смерти в 1992 году. В браке у них родилось трое детей — Джоанна Кэтт (1947), Уильям Кэтт (1951) и Хуанита Кэтт (1953).
В период с 1945 по 1976 год Уильямс вместе с женой сыграл в общей сложности в 6 фильмах, 2 телефильмах и 16 эпизодах различных телесериалов.
Их сын Уильям Кэтт, унаследовавший от отца белокурую красоту, стал успешным кино- и телеактёром, который более всего известен по фильму «Кэрри» (1976) еженедельному пародийному сериалу «Величайший американский герой» (1981), а также фильму «Человек с Земли» (2007).
На протяжении многих последних лет жизни Уильямс вместе с женой жил на ранчо Юкка-Вэлли (англ.  Yucca Valley) в калифорнийской пустыне Мохаве.

## Смерть
Билл Уильямс умер 21 сентября 1992 года в Медицинском центре Святого Иосифа в Бёрбанке, Калифорния, в возрасте 77 лет, от осложнений в связи с опухолью мозга.

## Фильмография
| Год         |     | Русское название                              | Оригинальное название                   | Роль                                              |
| ----------- | --- | --------------------------------------------- | --------------------------------------- | ------------------------------------------------- |
| 1944        | ф   | Убийство в синей комнате                      | Murder in the Blue Room                 | Ларри (в титрах указан как Билл Макуильямс)       |
| 1944        | ф   | Тридцать секунд над Токио                     | Thirty Seconds Over Tokyo               | Бад Фелтон                                        |
| 1945        | ф   | Эти очаровательные юные прелести              | Those Endearing Young Charms            | Джерри                                            |
| 1945        | ф   | К западу от Пекоса                            | West of the Pecos                       | Текс Эванс                                        |
| 1945        | кор | Забыл вспомнить                               | He Forgot to Remember                   | Мак, полицейский (в титрах не указан)             |
| 1945        | ф   | Похититель тел                                | The Body Snatcher                       | Сурвис, студент-медик (в титрах не указан)        |
| 1945        | ф   | Зомби на Бродвее                              | Zombies on Broadway                     | моряк/контрабандист (в титрах не указан)          |
| 1945        | ф   | Возвращение на Батаан                         | Back to Bataan                          | (в титрах не указан)                              |
| 1945        | ф   | Джонни Эйнджел                                | Johnny Angel                            | большой моряк (в титрах не указан)                |
| 1945        | ф   | Пропой до дома                                | Sing Your Way Home                      | офицер (в титрах не указан)                       |
| 1946        | ф   | До конца времён                               | Till the End of Time                    | Перри Кинчелоу                                    |
| 1946        | ф   | Крайний срок — на рассвете                    | Deadline at Dawn                        | Алекс Уинкли                                      |
| 1947        | ф   | Вероятная история                             | A Likely Story                          | Билл                                              |
| 1949        | ф   | Женский секрет                                | A Woman's Secret                        | Ли                                                |
| 1949        | ф   | Лёгкая мишень                                 | The Clay Pigeon                         | Джим Флетчер                                      |
| 1949        | ф   | История Страттона                             | The Stratton Story                      | Эдди Дибсон                                       |
| 1949        | ф   | Борьба с очевидным                            | Fighting Man of the Plains              | Джонни Тэнкред                                    |
| 1949        | ф   | Опасная профессия                             | A Dangerous Profession                  | Клод Брэккетт                                     |
| 1950        | ф   | Тропа Карибу                                  | The Cariboo Trail                       | Майк Эванс                                        |
| 1950        | ф   | Блюграсс из Кентукки                          | Blue Grass of Kentucky                  | Лин Макайвор                                      |
| 1950        | ф   | Операция «Хэйлифт»                            | Operation Haylift                       | Билл Мастерс                                      |
| 1950        | ф   | Начинающий пожарный                           | Rookie Fireman                          | Джо Блейк                                         |
| 1950        | ф   | Калифорнийский путь                           | California Passage                      | Боб Мартин                                        |
| 1951        | ф   | Последний форпост                             | The Last Outpost                        | сержант Таккер                                    |
| 1951        | ф   | Голубая кровь                                 | Blue Blood                              | Билл Мэннинг                                      |
| 1951        | ф   | Великий рейд по Миссури                       | The Great Missouri Raid                 | Джим Янгер                                        |
| 1951        | ф   | Гаванская роза                                | Havana Rose                             | Текс Томпсон                                      |
| 1951        | с   | Голливудская премьера                         | Hollywood Opening Night                 | (1 эпизод)                                        |
| 1951        | с   | Театр Бигелоу                                 | The Bigelow Theatre                     | (1 эпизод)                                        |
| 1951— 1955  | с   | Приключения Кита Карсона                      | The Adventures of Kit Carson            | Кит Карсон (105 эпизодов)                         |
| 1952        | ф   | Роза Симаррона                                | Rose of Cimarron                        | Джордж Ньюкомб                                    |
| 1952        | ф   | Возбуждающий темп                             | The Pace That Thrills                   | Ричард Л. «Дасти» Уестон                          |
| 1952        | ф   | Сын бледнолицего                              | Son of Paleface                         | Кирк                                              |
| 1952        | ф   | Торпедная аллея                               | Torpedo Alley                           | лейтенант Том Грэм                                |
| 1954        | ф   | Кровь гонщика                                 | Racing Blood                            | Текс                                              |
| 1954        | ф   | Дочь преступника                              | The Outlaw's Daughter                   | Джесс Рэдли, он же Большой Рэд                    |
| 1954        | с   | Облава                                        | Dragnet                                 | (1 эпизод)                                        |
| 1955        | ф   | Засада апачи                                  | Apache Ambush                           | Джеймс Кингстон                                   |
| 1955        | ф   | Горизонт ада                                  | Hell's Horizon                          | Пол Дженкинс                                      |
| 1955        | тф  | Только молодые пары                           | Young Couples Only                      | Рик                                               |
| 1955        | с   | Студия 57                                     | Studio 57                               | Рик (1 эпизод)                                    |
| 1955— 1956  | с   | Театр звезд «Шлитца»                          | Schlitz Playhouse of Stars              | разные роли (2 эпизода)                           |
| 1955— 1957  | с   | Театр научной фантастики                      | Science Fiction Theatre                 | разные роли (5 эпизодов)                          |
| 1956        | ф   | Яростные дакоты                               | The Wild Dakotas                        | Джим Генри                                        |
| 1956        | ф   | Разбитая звезда                               | The Broken Star                         | помощник маршала Билл Гентри                      |
| 1956        | с   | Театр Деймона Раниона                         | Damon Runyon Theater                    | Энди Габбинс (1 эпизод)                           |
| 1956—1959   | с   | Миллионер                                     | The Millionaire                         | разные роли (2 эпизода)                           |
| 1957        | ф   | Марка Хэллидэя                                | The Halliday Brand                      | Клэй Хэллидэй                                     |
| 1957        | ф   | Повелители бури                               | The Storm Rider                         | шериф Пит Колтон                                  |
| 1957        | ф   | Пауни                                         | Pawnee                                  | Мэтт Дилейни                                      |
| 1957        | ф   | Слим Картер                                   | Slim Carter                             | Фрэнк Ханнеманн                                   |
| 1957—1958   | с   | Свидание с ангелами                           | Date with the Angels                    | Гас Эйнджел (33 эпизода)                          |
| 1958        | ф   | Владыка космоса X-7                           | Space Master X-7                        | Джон Хэнд                                         |
| 1958        | ф   | Легион обречённых                             | Legion of the Doomed                    | лейтенант Смит                                    |
| 1958        | с   | Команда М                                     | M Squad                                 | Джерри Лэнгдон (1 эпизод)                         |
| 1958        | с   | Янси Дерринджер                               | Yancy Derringer                         | Дюк Уинслоу (1 эпизод)                            |
| 1959        | ф   | Проход через Аляску                           | Alaska Passage                          | Эл Грэм                                           |
| 1959        | ф   | Лучший друг собаки                            | A Dog's Best Friend                     | Уэсли «Уэс» Турман                                |
| 1959        | с   | Папа-холостяк                                 | Bachelor Father                         | Рок Рэндолл (1 эпизод)                            |
| 1959        | с   | Театр Дезилю от «Вестингауз»                  | Westinghouse Desilu Playhouse           | Мартин Флаэрти (2 эпизода)                        |
| 1959        | с   | Театр «Дженерал Электрик»                     | General Electric Theater                | Стюарт Дэвидсон (1 эпизод)                        |
| 1959        | с   | Ларами                                        | Laramie                                 | Чарли Рут (1 эпизод)                              |
| 1959        | с   | Люди в космосе                                | Men Into Space                          | доктор Стейси Кройдон (1 эпизод)                  |
| 1959        | с   | Неприкасаемые                                 | The Untouchables                        | Мартин Флаэрти (1 эпизод)                         |
| 1959—1976   | с   | Диснейленд                                    | Disneyland                              | разные роли (7 эпизодов)                          |
| 1960        | ф   | Территория Оклахомы                           | Oklahoma Territory                      |                                                   |
| 1960        | ф   | Из ада в вечность                             | Hell to Eternity                        | Леонард                                           |
| 1960— 1961  | с   | Задание: Под водой                            | Assignment: Underwater                  | Билл Грир (39 эпизодов)                           |
| 1961        | ф   | У сержанта была леди                          | The Sergeant Was a Lady                 | полковник Хаус                                    |
| 1961        | с   | Следователи                                   | The Investigators                       | (1 эпизод)                                        |
| 1961        | с   | Моя сестра Эйлин                              | My Sister Eileen                        | Фрэнк Маршалл (1 эпизод)                          |
| 1962        | с   | Цель: Коррупционеры                           | Target: The Corruptors                  | Уолтер Паркер (1 эпизод)                          |
| 1962        | с   | Представитель закона                          | Lawman                                  | Джим Бушрод (1 эпизод)                            |
| 1962—1963   | с   | Гавайский детектив                            | Hawaiian Eye                            | разные роли (2 эпизода)                           |
| 1962—1963   | с   | Сансет-Стрип, 77                              | 77 Sunset Strip                         | разные роли (2 эпизода)                           |
| 1962—1965   | с   | Перри Мейсон                                  | Perry Mason                             | разные роли (4 эпизода)                           |
| 1963        | с   | Самый маленький бродяга                       | The Littlest Hobo                       | Дэн Доусон (1 эпизод)                             |
| 1964        | ф   | Законы беззаконных                            | Law of the Lawless                      | Сайлас Миллер                                     |
| 1964 — 1969 | с   | Лэсси                                         | Lassie                                  | разные роли (4 эпизода)                           |
| 1964        | с   | Сыромятная плеть                              | Rawhide                                 | Том Бикл (1 эпизод)                               |
| 1965        | ф   | Письмо Нэнси                                  | A Letter to Nancy                       | Джордж Рид                                        |
| 1965        | ф   | Пощекочи меня                                 | Tickle Me                               | шериф Стёрдевант                                  |
| 1965        | ф   | Космический полёт МК-1: Приключение в космосе | Spaceflight IC-1: An Adventure in Space | капитан Мид Рэлстон                               |
| 1965        | с   | Дикий дикий запад                             | The Wild Wild West                      | маршал Кирби (1 эпизод)                           |
| 1966        | с   | Бэтмен                                        | Batman                                  | мультимиллионер (1 эпизод)                        |
| 1967        | ф   | Восьмёрка беглецов                            | Eight on the Lam                        | полицейский в тюремном блоке (в титрах не указан) |
| 1967        | с   | Дэниэл Бун                                    | Daniel Boone                            | Калеб Тревор (1 эпизод)                           |
| 1967        | с   | Облава 1967                                   | Dragnet 1967                            | сержант Билл Риддл (1 эпизод)                     |
| 1968        | ф   | Солдат                                        | Buckskin                                | Фрэнк Коди                                        |
| 1968— 1974  | с   | ФБР                                           | The F.B.I.                              | разные роли (2 эпизода)                           |
| 1969        | с   | Интуиция                                      | Insight                                 | Поп (1 эпизод)                                    |
| 1970        | ф   | Рио Лобо                                      | Rio Lobo                                | шериф Пэт Кронин                                  |
| 1970        | с   | Доктор Маркус Уэлби                           | Marcus Welby, M.D.                      | Линч (1 эпизод)                                   |
| 1971        | ф   | Скандальный Джон                              | Scandalous John                         | шериф Харт                                        |
| 1971        | с   | Примус                                        | Primus                                  | посол Фримонт (1 эпизод)                          |
| 1971—1974   | с   | Адам-12                                       | Adam-12                                 | разные роли (2 эпизода)                           |
| 1972        | с   | О'Хара, казначейство США                      | O'Hara, U.S. Treasury                   | Уиллоуби (1 эпизод)                               |
| 1972— 1975  | с   | Айронсайд                                     | Ironside                                | разные роли (2 эпизода)                           |
| 1973        | с   | Улицы Сан-Франциско                           | The Streets of San Francisco            | Берт Логан (1 эпизод)                             |
| 1973        | с   | След Дасти                                    | Dusty's Trail                           | шериф (1 эпизод)                                  |
| 1973        | с   | Дымок из ствола                               | Gunsmoke                                | Ред (1 эпизод)                                    |
| 1973        | с   | Критическое положение!                        | Emergency!                              | Пит (1 эпизод)                                    |
| 1973— 1974  | с   | Новобранцы                                    | The Rookies                             | разные роли (3 эпизода)                           |
| 1974        | тф  | Призрак Голливуда                             | The Phantom of Hollywood                | Фогель                                            |
| 1974— 1978  | с   | Женщина-полицейский                           | Police Woman                            | капитан (1 эпизод)                                |
| 1975        | ф   | Вторжение гигантских пауков                   | The Giant Spider Invasion               | Датч                                              |
| 1976        | тф  | Полёт Серого волка                            | The Flight of the Grey Wolf             | шериф                                             |
| 1976        | ф   | 69 минут                                      | 69 Minutes                              |                                                   |
| 1976        | ф   | Луна над аллеей                               | The Moon Over the Alley                 | Шерри                                             |
| 1976        | с   | В поисках приключений                         | The Quest                               | разные роли (4 эпизода)                           |
| 1978        | тф  | Огонь в небе                                  | A Fire in the Sky                       | Дейл Тёрнер                                       |
| 1979        | с   | 240 Роберт                                    | 240-Robert                              | Гарри Филлипс (1 эпизод)                          |
| 1979        | с   | Би Джи и медведь                              | B.J. and the Bear                       | Сет Маклеллан (1 эпизод)                          |
| 1981        | ф   | Ночь зомби                                    | Night of the Zombies                    |                                                   |
| 1981        | тф  | Голди и Боксёр отправляются в Голливуд        | Goldie and the Boxer Go to Hollywood    | ковбой Боб                                        |